# 470 Kilia
Kilia (asteroide 470) é um asteroide da cintura principal com um diâmetro de 26,39 quilómetros, a 2,1803468 UA. Possui uma excentricidade de 0,0933121 e um período orbital de 1 362,04 dias (3,73 anos).
Kilia tem uma velocidade orbital média de 19,20697076 km/s e uma inclinação de 7,22745º.
Este asteroide foi descoberto em 21 de Abril de 1901 por Luigi Carnera.